# Tenuinaclia oberthueri
Tenuinaclia oberthueri är en fjärilsart som beskrevs av Rothschild 1911. Tenuinaclia oberthueri ingår i släktet Tenuinaclia och familjen björnspinnare. Inga underarter finns listade i Catalogue of Life.